# Daniel Gygax
Daniel Gygax (nacido el 28 de agosto de 1981 en Zúrich) es un futbolista suizo, que juega como delantero del club suizo FC Luzern.

## Selección nacional
Ha jugado en 20 partidos por la selección de fútbol de Suiza, habiendo participado con ella en la Copa Mundial de Fútbol de 2006. Asimismo jugó la Eurocopa de 2004.

### Participaciones en Copas del Mundo
| Mundial                        | Sede     | Resultado        |
| ------------------------------ | -------- | ---------------- |
| Copa Mundial de Fútbol de 2006 | Alemania | Octavos de final |

## Clubes
| Club           | País     | Año       |
| -------------- | -------- | --------- |
| FC Zürich      | Suiza    | 1998-2001 |
| FC Winterthur  | Suiza    | 2001      |
| FC Aarau       | Suiza    | 2001-2002 |
| FC Zürich      | Suiza    | 2002-2005 |
| Lille OSC      | Francia  | 2005-2007 |
| FC Metz        | Francia  | 2007-2008 |
| 1. FC Nürnberg | Alemania | 2008-2010 |
| FC Luzern      | Suiza    | 2010-     |